# Arrasy wawelskie
Arrasy wawelskie (Arrasy Jagiellońskie, Arrasy Zygmuntowskie) – arrasy znajdujące się na Zamku Królewskim na Wawelu, zamówione, zakupione i sprowadzone przez Zygmunta II Augusta w Brukseli, będącej w XVI wieku głównym ośrodkiem tego typu tkactwa.
Wykonane według projektów artystów niderlandzkich, reprezentują najwyższy poziom artystyczny; są tkane wełną, jedwabiem, nićmi srebrnymi i złotymi (gęstość tkania 7 do 8 nici osnowy na 1 cm). Widnieją na nich znaki tkackie warsztatów wykonujących zamówienia wielkich osobistości ówczesnej Europy, cesarzy, królów, dostojników świeckich i kościelnych. Są to znaki Pietera van Aelsta, Jana de Kempeneera, Willema de Kempeneera, Jana van Tieghema; pozostałe są bądź identyfikowane hipotetycznie, bądź pozostają anonimowe.
Kolekcja wykonana w Brukseli dla polskiego króla w latach od koło 1550 do 1560 pierwotnie mogła liczyć około 170 sztuk, obecnie – 138. Zygmunt II August posiadał także inne tapiserie, lecz o nich zachowały się tylko przekazy archiwalne. Zespół arrasów w komnatach Zamku Królewskiego na Wawelu jest jedyną ruchomą pozostałością wyposażenia wnętrz krakowskiego zamku z czasów renesansu. Składa się z kilku serii o różnych tematach, przedstawieniach, wymiarach i formatach, które zostały wykonane w różnych warsztatach. Stanowi jednak zwartą całość – łączy je ten sam szlak ornamentacyjny, utworzony z przeplatających się wstęg i występujący na wszystkich tkaninach, wspólne cechy techniczne i materiałowe.

## Serie
Seria biblijna

Dzieje rajskie, sceny: Stworzenie Adama, Stworzenie Ewy, Bóg zapoznaje ze sobą pierwszych rodziców, Zakaz spożywania owocu, Grzech pierworodny, Wygnanie z raju (Bruksela, około 1550, Zamek Królewski na Wawelu)

19 wielkich arrasów przedstawiających sceny ze Starego Testamentu według Księgi Rodzaju. Jest dzielona na: Dzieje Pierwszych Rodziców (6 arrasów), Dzieje Noego (9), Dzieje wieży Babel (4). Twórcą kartonów był Michael Coxcie (1499–1592), malarz niderlandzki będący głównym przedstawicielem tzw. romanizmu w sztuce zachodniej – malarstwa opartego na osiągnięciach rozwiniętego renesansu włoskiego. Bordiury, szerokie pasy wypełnione ornamentem zwanym niderlandzką groteską, otaczające pole środkowe każdego arrasu, zostały zaprojektowane przez nieznanego artystę z kręgu Cornelisa Florisa de Vriendta (1514–1575) i Cornelisa Bosa (1506/1510–1556). W górnych pasach umieszczono tablice z łacińskim napisem objaśniającym przedstawioną scenę.
Arrasy krajobrazowo-zwierzęce

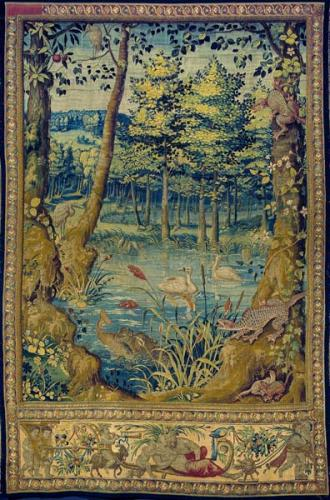
Wydra z rybą w pysku (Bruksela, około 1560. Zamek Królewski na Wawelu)

Seria zwana także werdiurami ze zwierzętami – 56 arrasy o różnych formatach i wymiarach przedstawiające wyłącznie zwierzęta na tle krajobrazu. Nowość w dziejach sztuki – bogata fauna jest odbiciem zainteresowania człowieka renesansu przyrodą i otaczającym go światem; nowatorsko komponowane krajobrazy to zapowiedź manierystycznej formy tego typu malarstwa na północy Europy. Projektowane przez nieznanego artystę z kręgu antwerpskiego malarza Pietera Coecke van Aelsta (1502–1550).
Arrasy herbowe i monogramowe

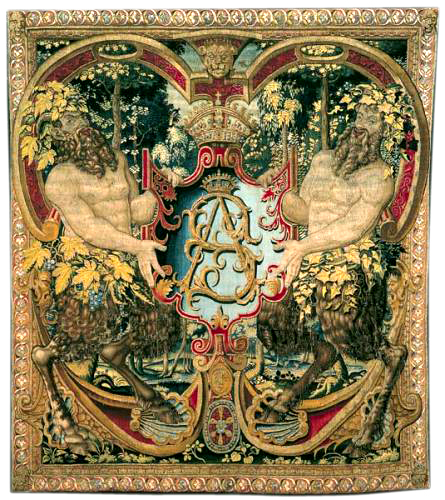
Satyry trzymają kartusz z monogramem Zygmunta II Augusta (Bruksela, około 1560, Zamek Królewski na Wawelu)

Jest to kilka rodzajów przedstawień na tle ornamentu zwanego groteską niderlandzką: 8 arrasów z herbami Polski i Litwy, między nimi bogini zwycięstwa Wiktoria; 4 arrasy z herbami Polski i Litwy z boginią obfitości Cererą pośrodku; 8 arrasów z monogramem Zygmunta II Augusta SA; 5 arrasów z satyrami trzymającymi tarczę z monogramem SA. Groteskowe tło tych tkanin projektowane przez artystów z kręgu Cornelisa Florisa de Vriendta i Cornelisa Bosa; jeden typ arrasów monogramowych wykonany jest według rysunku Cornelisa Bosa. Do tej serii należy dołączyć drobne sztuki zwane oponkami. Uzupełniały one dekorację komnaty z rozwieszonymi arrasami. Są to małe arrasy o łukowatym górnym brzegu, przeznaczone do umieszczania nad oknami i nad drzwiami, inne prostokątne do zawieszania pod parapetami oraz pokrycia zaplecków i siedzisk krzeseł. Na nich również występują herby Polski i Litwy, inicjały SA, zwierzęta, kwiaty, krajobrazy i elementy niderlandzkiej groteski.

## Historia
Po raz pierwszy arrasy biblijne ozdobiły zamek krakowski na Wawelu z okazji zaślubin Zygmunta II Augusta z Katarzyną Habsburżanką w lipcu 1553 roku. Opisał je Stanisław Orzechowski w panegiryku weselnym na cześć królewskiej pary. Zygmunt II August w swoim testamencie zapisał „flanderskie opony ze złotem i figurami” oraz inne ruchomości swoim trzem siostrom do równego podziału, po ich śmierci miały się stać własnością Rzeczypospolitej. Obdarowanie Jagiellonek tak wielkim majątkiem wzbudziło sprzeciw senatorów koronnych, niemniej w roku 1578 trzydzieści najwspanialszych arrasów wysłano królowej Szwecji, Katarzynie, jednej z sióstr króla. Wróciły, kiedy w roku 1587 tron polski objął jej syn Zygmunt III Waza. Nowatorska decyzja ostatniego Jagiellona, oddająca drogocenną kolekcję na własność narodowi, nie była respektowana, a królowie rodziny Wazów uważali ją za swoją własność osobistą. Powtarzana w literaturze wiadomość, jakoby Władysław IV Waza ofiarował w roku papieżowi Urbanowi VIII trzy arrasy biblijne, w wyniku najnowszych badań okazała się nieprawdziwa. Nie jest również prawdą, że w czasie potopu szwedzkiego w 1655 roku arrasy były ukryte przed grabieżą w zamku Jerzego Sebastiana Lubomirskiego na Spiszu. Ostatnio ustalono, że Jan II Kazimierz Waza przechowywał arrasy wraz z innymi ruchomościami w zamku w Malborku od wiosny 1668 do czerwca 1669.
Kiedy na sejmie abdykacyjnym (sierpień – wrzesień 1668) Jan II Kazimierz przedstawił swoją decyzję ustąpienia z tronu, posłowie zażądali zwrotu arrasów do Skarbu Koronnego. Król zabiegał o otrzymanie wynagrodzenia finansowego za 20 lat sprawowania władzy, lecz sejm wypłacanie pieniędzy uzależnił od spełnienia tego żądania. Ponieważ negocjacje nie zakończyły się pozytywnie, eks-król, opuszczając Polskę, zdeponował arrasy w tajemnicy u zaufanego Franciszka Gratty, bogatego patrycjusza miasta Gdańska, i ogłosił, że zostaną wydane, gdy otrzyma należną mu prowizję. Po śmierci Jana II Kazimierza (grudzień 1672) sejm w styczniu 1673 roku w Deklaracji o potopie (tak nazywano arrasy od sceny potopu na jednym z nich) uznał, że arrasy znajdujące się w Gdańsku są wyłączną własnością Rzeczypospolitej i polecił podskarbiemu ich wykupienie (rodzina Grattów była wierzycielem zmarłego króla i zatrzymała arrasy na zasadzie zastawu). Nastąpiło to dopiero w roku 1724. Odzyskaną kolekcję złożono na przechowanie w wynajętym przez Skarb Państwa pomieszczeniu warszawskiego klasztoru Karmelitów przy Krakowskim Przedmieściu. W roku 1764 wydano ją do dekoracji zamku warszawskiego na okazję koronacji Stanisława Augusta Poniatowskiego, została tam mocno uszkodzona. Następnie 22 arrasy zdobiły reprezentacyjną salę Pałacu Rzeczypospolitej (Pałac Krasińskich w Warszawie). W listopadzie 1795 roku arrasy – 157 sztuk – zostały zrabowane na rozkaz władz carskich i wywiezione do Petersburga.
W roku 1921, na mocy traktatu ryskiego, rozpoczęto rewindykację rozproszonych po różnych siedzibach carskich i instytucjach arrasów Zygmunta II Augusta. Praca trudna, wymagająca determinacji i poświęcenia, stale napotykająca na opór strony radzieckiej. Wysłani do ZSRR specjaliści rozpoznawali arrasy Zygmunta II Augusta dzięki opisom Stanisława Orzechowskiego. Najbardziej zasłużeni to: Aleksander Czołowski, historyk, dyrektor miejskich muzeów we Lwowie; Bohdan Wydżga, prawnik; Marian Morelowski, ekspert w sprawie tapiserii; Antoni Olszewski, działacz gospodarczy i wielu innych. Dzięki ich wysiłkom do Polski powróciły 132 arrasy. Ostatni transport odzyskanych dzieł sztuki przybył do Warszawy dopiero 5 kwietnia 1928 roku w tym 26 arrasów. 26 stycznia 1922 rząd zdecydował cały zespół przyznać Państwowym Zbiorom Sztuki do umieszczenia w restaurowanym wówczas zamku wawelskim. Przejmowanie zbioru następowało sukcesywnie; w latach trzydziestych wszystkie arrasy były już na Wawelu. Prowadzono intensywne prace konserwatorskie w Warszawie i na Wawelu.
Przed wybuchem II wojny światowej podjęto decyzję, aby w razie inwazji niemieckiej wywieźć z Polski najcenniejsze zbiory wawelskie. 3 września 1939 rozpoczęła się dramatyczna ewakuacja. Droga wiodła na wschód przez tereny toczącej wojny, dalej przez Rumunię, Francję, Wielką Brytanię do Kanady, gdzie drogocenny ładunek dotarł 12 lipca 1940 roku. Opiekę nad transportem sprawowali Stanisław Świerz-Zaleski, kustosz zbiorów wawelskich, oraz Józef Krzywda-Polkowski, również pracownik Wawelu. Władze kanadyjskie zapewniły arrasom bezpieczny i odpowiedni magazyn w Ottawie; jednak, kiedy po 1945 roku zaistniała obawa, że komunistyczne władze Polski Ludowej wystąpią po ich odbiór, miejsca przechowania były w tajemnicy kilkakrotnie zmieniane. Rządowi RP na uchodźstwie chodziło o uniemożliwienie powrotu gobelinów do będącej w strefie wpływów ZSRR Polski. 25 lutego 1948 roku arrasy przejął premier prowincji Quebec, Maurice Duplessis, zdecydowany antykomunista i umieścił je w podległym mu Muzeum prowincji Quebec na długie lata chroniąc, jak oznajmił, przed zagrabieniem przez Stalina. Po jego śmierci w 1959 starania o odzyskanie zbioru przyniosły rezultat. Dokument odbioru podpisała w Quebecu polska delegacja z prof. Jerzym Szablowskim, dyrektorem Państwowych Zbiorów Sztuki na Wawelu na czele 31 grudnia 1960 roku. Skarby wawelskie wyładowano w porcie w Gdyni ze statku MS Krynica 16 stycznia 1961 roku.
Początkowo wszystkie arrasy rozwieszono w zamku, szybko jednak okazało się, że prezentowanie całej kolekcji może mieć dla niej fatalne skutki. Rzesze zwiedzających, skażone powietrze, kurz wżerający się w wełniany wątek, światło, ciężar zwisających tkanin zaczęły zagrażać arrasom. Obecnie liczba eksponowanych jest znacznie ograniczona, są rozwieszane wymiennie. Stałą opiekę sprawuje nad nimi wawelska Pracownia Konserwacji Tkanin.